# Marsyas (Griekse mythologie)

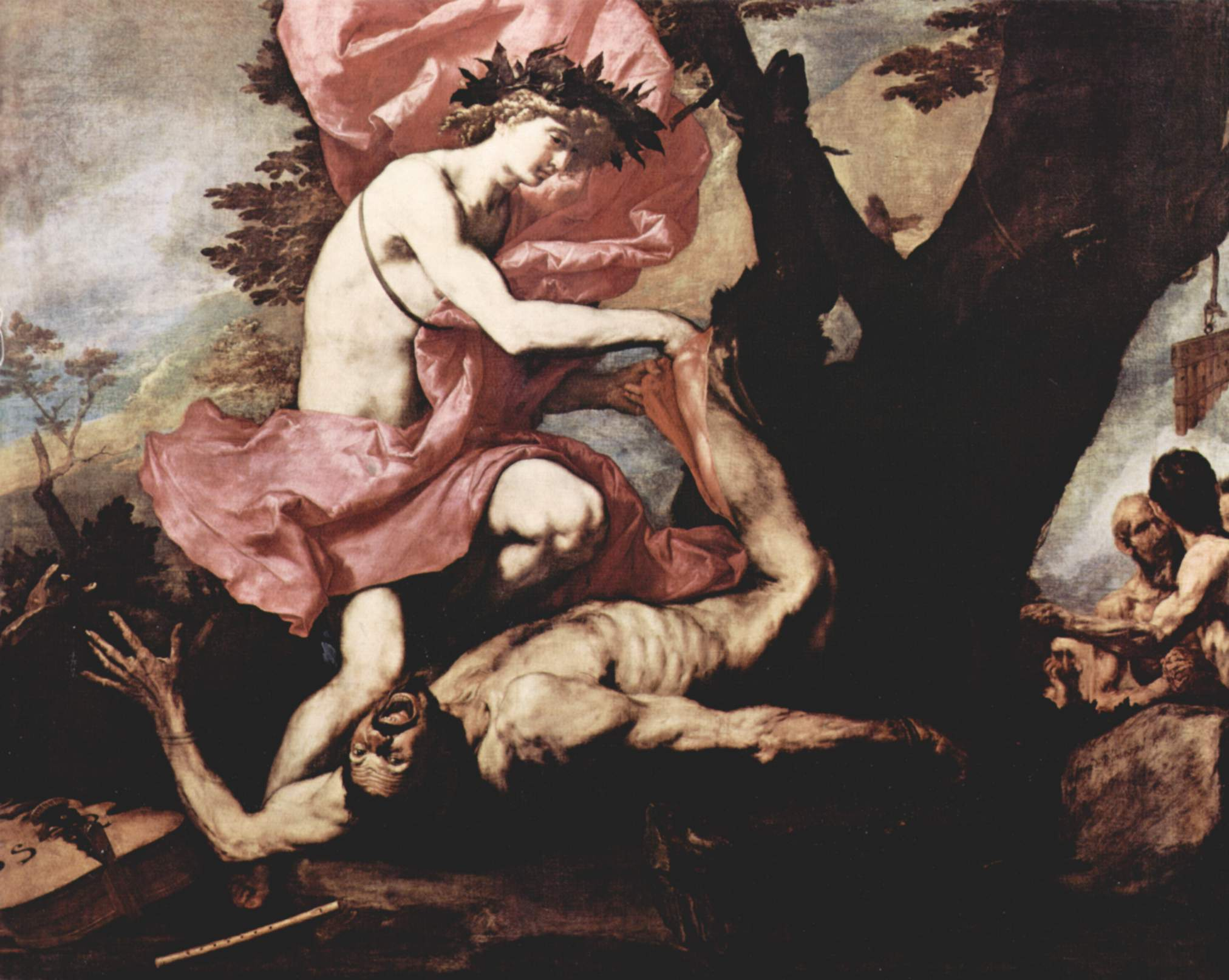
Jusepe de Ribera (1591-1652) Apollo vilt Marsyas

Marsyas (Oudgrieks Μαρσύας) is een figuur uit de Griekse mythologie, een satyr afkomstig uit Phrygië.
Volgens bepaalde bronnen is hij de uitvinder van de aulos, een blaasinstrument met twee pijpen.
Zeer gangbaar is ook het verhaal dat niet Marsyas, maar de godin Athena dit instrument uitvond. Zij wierp het echter weg en vervloekte het, omdat er wanneer ze speelde een lelijke uitdrukking op haar gezicht verscheen.
Marsyas vond het instrument en leerde het goed te beheersen. Hij raakte zo overtuigd van zijn muzikale kwaliteiten dat hij Apollo, de god van de muziek (die de lier bespeelt), uitdaagde tot een duel. Apollo nam de uitdaging aan, op voorwaarde dat de winnaar naar believen met de tegenstander zou mogen omspringen.
Apollo won uiteindelijk, omdat hij zijn lier ook ondersteboven bespelen kon, en dat kon Marsyas niet. Volgens afspraak mocht Apollo doen wat hij wilde met de satyr: de god bond hem aan een boom en vilde hem levend.
Ovidius beschrijft dit verhaal kort in zijn Metamorfosen en vertelt ook hoe de tranen van Marsyas' vrienden de rivier de Marsyas doen ontstaan (Metamorfosen 6, 382-400).

## Betekenis

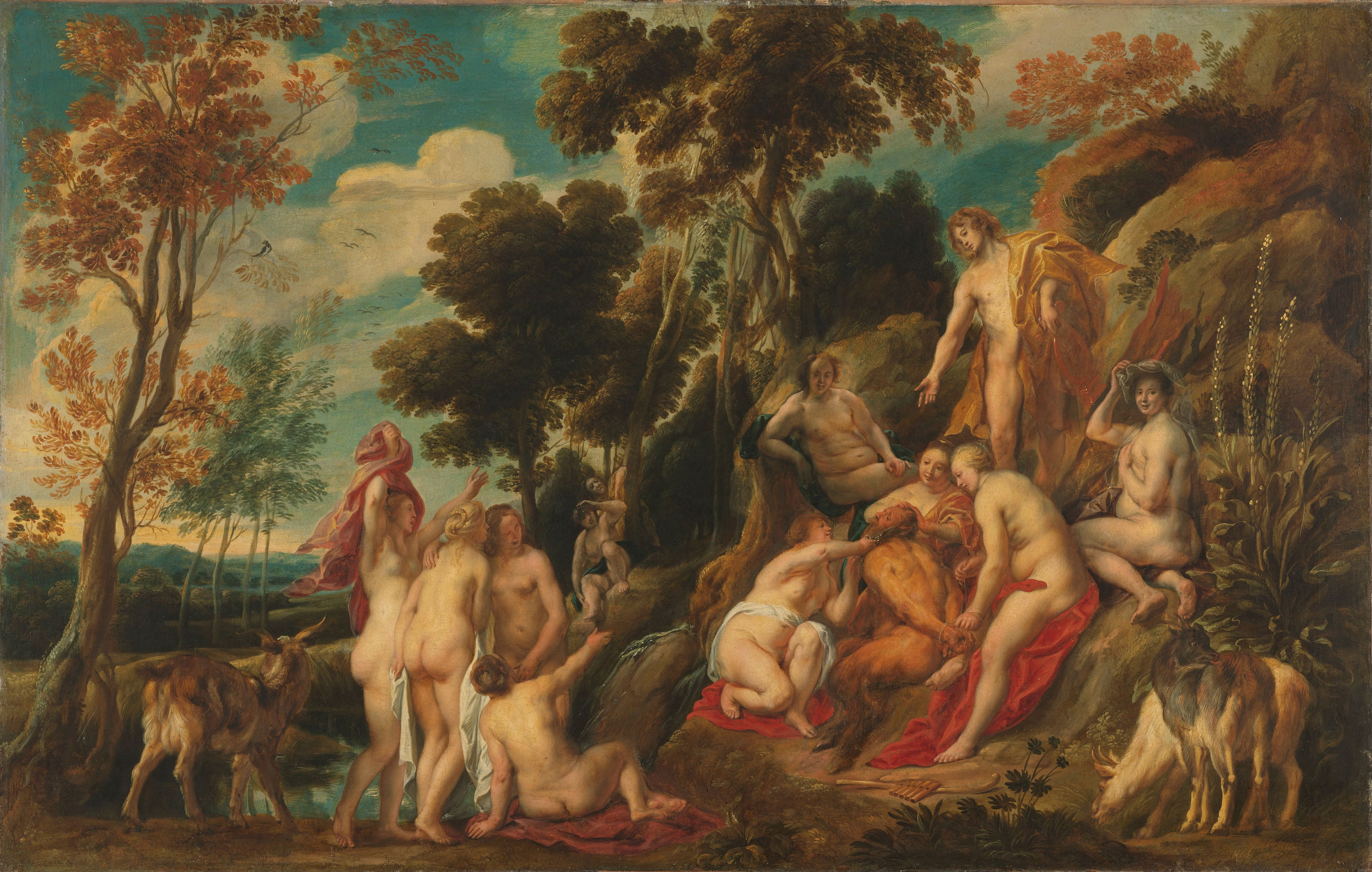
Marsyas door de muzen mishandeld, Jacob Jordaens

Centraal in de interpretatie van deze en een reeks andere Griekse mythen staat de hybris (hoogmoed) en de bestraffing ervan.
Het duel is ook een klassiek symbool voor de tegenstelling en de superioriteit van het apollinische t.o.v. het dionysische in de antieke cultuur. Aan deze dichotomie worden nog talrijke andere opposities gekoppeld die als emblematisch voor de antieke cultuur worden beschouwd: snaarinstrumenten vs. blaasinstrumenten, Grieks vs. barbaars, west vs. oost, cultuur vs. natuur, het rationele vs. het irrationele, enzovoort.